# A Família com Vida - Ao Vivo
A Família com Vida - Ao Vivo é o segundo álbum lançado pelo grupo de rap brasileiro A Família, gravado em um show ao vivo no Clube dos Estudantes em Limeira. O disco traz faixas clássicas como Castelo de Madeira e Brinquedo Assassino e também outras resenhas do álbum que está por vir. Contém 13 faixas, descritas mais abaixo.

## Faixas
1. Intro
2. Salve
3. Eu Sei
4. Brinquedo Assassino
5. Vejo/E a JustiÃ§a Vai ser Feita
6. A Vida do Povo
7. Estresse
8. O Rap Dominou
9. A Cara do Brasil
10. Muito Amor
11. Castelo de Madeira
12. Versos Bandido
13. Tim Maia